# Consalvo Dell'Arti
Consalvo Dell'Arti, né à Brindisi le 21 janvier 1914, mort le 30 novembre 2005, est un acteur italien.

## Biographie
Consalvo Dell'Arti est un acteur des plus prolifiques dans le cinéma italien à partir des années 1960 : il lui arrive de participer à dix à quinze films en  une année. Ses rôles sont certes souvent secondaires, et cela ne lui a pas permis une grande célébrité.
Sa voix mélodieuse et bien posée a contribué à sa carrière. Il joue encore beaucoup dans les années 1970, pour ne faire plus que des apparitions sporadiques ensuite.

## Filmographie partielle

### Cinéma
- 1960 : La Charge de Syracuse (L'assedio di Siracusa), de Pietro Francisci : citoyen de Syracuse
- 1960 : Il principe fusto, de Maurizio Arena : Balila
- 1961 : C'est parti, mon kiki (Psycosissimo), de Steno : employé de la pension Scarponi (non crédité)
- 1961 : Chasseurs de dot (it) (Cacciatori di dote), de Mario Amendola : un visiteur au bal (non crédité)
- 1961 : Les Starlettes dévoilent leurs secrets (it) (Maurizio, Peppino e le indossatrici), de Filippo Walter Ratti : monsieur insistant
- 1961 : Les Adolescentes, épisode de Les femmes accusent (Le italiane e l'amore), de Francesco Maselli : père de Silvia
- 1961 : Les Brigands (I masnadieri), de Mario Bonnard
- 1961 : Romulus et Rémus (Romolo e Remo), de Sergio Corbucci
- 1961 : Le Souteneur (Il mantenuto), d'Ugo Tognazzi : commissaire adjoint Donati
- 1962 : Totò diabolique (Totò diabolicus), de Steno
- 1962 : Le Monstre aux yeux verts (I pianeti contro di noi), de Romano Ferrara : général Rossi
- 1962 : La Veine (La cuccagna), de Luciano Salce : publicitaire
- 1962 : La Furie des S.S. (Dieci italiani per un tedesco (Via Rasella)), de Filippo Walter Ratti : Antonio Cartelli
- 1962 : L'Amnésique de Collegno (Lo smemorato di Collegno), de Sergio Corbucci
- 1962 : Ursus le rebelle (Ursus gladiatore ribelle), de Domenico Paolella : sénateur Lucio
- 1962 : Un beau châssis (I motorizzati), de Camillo Mastrocinque
- 1963 :  Jacob, l'homme qui combattit Dieu (Giacobbe, l'uomo che lottò con Dio), de Marcello Baldi
- 1963 : Le monachine, de Luciano Salce : médecin
- 1963 : La Vierge de Nuremberg (La vergine di Norimberga, d'Antonio Margheriti
- 1963 : Hercule, le Héros de Babylone (L'eroe di Babilonia), de Siro Marcellini : ambassadeur de Perse
- 1964 : La Vengeance des gladiateurs (La vendetta dei gladiatori), de Luigi Capuano
- 1964 : Les Deux Rivales (Gli indifferenti), de Citto Maselli
- 1964 : Le Jeudi (Il giovedì), de Dino Risi : réceptionniste à l'hôtel
- 1964 : Le Trésor des tsars (Maciste alla corte dello Zar), de Tanio Boccia : Ivanovich
- 1964 : Un monstre et demi (Un mostro e mezzo), de Steno
- 1964 : À genoux devant toi (In ginocchio da te), d'Ettore Maria Fizzarotti
- 1964 : Les Sentiers de la haine (Il piombo e la carne), de Marino Girolami : juge
- 1965 : Hercule défie Spartacus (Il gladiatore che sfidò l'impero), de Domenico Paolella
- 1965 : Deux Bidasses et le Général (Due marines e un generale), de Luigi Scattini
- 1965 : 003 Agent secret (Agente S03 operazione Atlantide), de Domenico Paolella
- 1965 : Le Farfelu du régiment (Come inguaiammo l'esercito), de Lucio Fulci
- 1965 : Les Grands Chefs (I grandi condottieri), de Marcello Baldi et Francisco Pérez-Dolz
- 1966 : Les Combinards (La fabbrica dei soldi), de Riccardo Pazzaglia, Juan Estelrich et Jean-Claude Roy
- 1966 : Thompson 1880, de Guido Zurli : shérif Nick Braddock
- 1966 : El Cisco, de Sergio Bergonzelli : Lowett
- 1966 : Perdono, d'Ettore Maria Fizzarotti
- 1966 : Les Saisons de notre amour (Le stagioni del nostro amore), de Massimo Franciosa
- 1966 : Tuez Johnny Ringo (Uccidete Johnny Ringo), de Gianfranco Baldanello
- 1966 : Mission Apocalypse (film) (Missione apocalisse), de Guido Malatesta : Charles
- 1966 : Rapt à Damas (Delitto quasi perfetto), de Mario Camerini
- 1966 : Kriminal, d'Umberto Lenzi : le commissaire Megress (non crédité)
- 1967 : Deux Corniauds en folie (I barbieri di Sicilia), de Marcello Ciorciolini
- 1967 : Arabella, de Mauro Bolognini
- 1967 : L'Homme à la Ferrari (Il tigre), de Dino Risi
- 1967 : Killer Kid, de Leopoldo Savona
- 1967 : Hold-up au centre nucléaire (Assalto al centro nucleare), de Mario Caiano
- 1967 : Arrriva Dorellik, de Steno
- 1968 : Chimera, d'Ettore Maria Fizzarotti
- 1968 : Tire si tu veux vivre (Se vuoi vivere... spara!), de Sergio Garrone
- 1968 : Le Pistolero de Paso Bravo (Uno straniero a Paso Bravo), de Guido Zurli
- 1968 : Don Chisciotte e Sancio Panza (it), de Giovanni Grimaldi
- 1968 : Sigpress contre Scotland Yard, de Guido Zurli
- 1968 : Fais-moi très mal mais couvre-moi de baisers (Straziami ma di baci saziami), de Dino Risi
- 1968 : Gungala, la panthère nue (Gungala la pantera nuda), de Ruggero Deodato : Sir Frederick
- 1968 : Zorro le renard (El Zorro (La Volpe)), de Guido Zurlì : Don Gil, père d'Isabella
- 1969 : Indovina chi viene a merenda? (it) de Marcello Ciorciolini
- 1970 : Et vint le jour des citrons noirs (E venne il giorno dei limoni neri), de Camillo Bazzoni
- 1970 : Vierges pour Satana (Una spada per Brando) d'Alfio Caltabiano
- 1970 : Angeli senza paradiso, d'Ettore Maria Fizzarotti
- 1970 : On ne greffe pas que les cœurs... (Il trapianto), de Steno
- 1971 : Les Obsessions sexuelles d'un veuf (Le inibizioni del dottor Gaudenzi, vedovo, col complesso della buonanima), de Giovanni Grimaldi
- 1971 : Sergent Klems (Il sergente Klems), de Sergio Grieco : général à Rabat
- 1971 : Deux Corniauds au régiment (Armiamoci e partite!), de Nando Cicero
- 1972 : Les Maffiosi (La violenza: quinto potere), de Florestano Vancini
- 1972 : Un cas parfait de stratégie criminelle (Terza ipotesi su un caso di perfetta strategia criminale), de Giuseppe Vari : Portella
- 1972 : Le Couteau de glace (Il coltello di ghiaccio), d'Umberto Lenzi : maire
- 1973 : Li chiamavano i tre moschettieri... invece erano quattro, de Silvio Amadio : ambassadeur Pennington
- 1973 : Farfallon (it), de Riccardo Pazzaglia : colonel
- 1974 : Obsessions charnelles (Carnalità), d'Alfredo Rizzo
- 1974 : Xiangang xiao jiao fu (en anglais : Little Godfather from Hong Kong), de Ng See-yuen : Don Carrol
- 1974 : L'An un (Anno uno), de Roberto Rossellini : Ivanoe Bonomi
- 1974 : La nuora giovane, de Luigi Russo
- 1975 : Rome violente (Roma violenta), de Marino Girolami : docteur Violanti
- 1975 : Che botte ragazzi!, de Bitto Albertini : père de Manuel
- 1976 : La Toubib du régiment (La dottoressa del distretto militare), de Nando Cicero
- 1976 : La Ligne du fleuve (La linea del fiume), d'Aldo Scavarda : ami de Rossetti
- 1976 : Pronto ad uccidere, de Franco Prosperi
- 1992 : Io speriamo che me la cavo, de Lina Wertmüller
- 1996 : Ninfa plebea, de Lina Wertmüller

### Télévision
- 1964 : La cittadella (it), d'Anton Giulio Majano, d'après La Citadelle d'Archibald Joseph Cronin, troisième partie : Sir William Dewar[1]
- 1964 : Les Misérables (it), mini-série télévisée de Sandro Bolchi
- 1964 : I grandi camaleonti (it), d'Edmo Fenoglio
- 1965 : La donna di fiori, mini-série télévisée, d'Anton Giulio Majano
- 1965 : Vita di Dante (it), de Vittorio Cottafavi
- 1966 : Le avventure di Laura Storm (it), série télévisée de Camillo Mastrocinque
- 1966 : Il conte di Montecristo (it), mini-série télévisée d'Edmo Fenoglio
- 1967 : Caravaggio, mini-série télévisée de Silverio Blasi, premier épisode : médecin
- 1968 : L'affare Dreyfus (it), de Leandro Castellani : Dupuy
- 1968 : Le inchieste del commissario Maigret, série télévisée de Mario Landi
- 1969 : Il triangolo rosso (it), série télévisée de Ruggero Deodato
- 1970 : La lotta dell'uomo per la sua sopravvivenza, de Renzo Rossellini
- 1972 : All'ultimo minuto (it), série télévisée de Ruggero Deodato
- 1973 : Qui squadra mobile (it), série télévisée d'Anton Giulio Majano
- 1974 : Un certo Marconi (it), téléfilm de Sandro Bolchi
- 1976 : Rosso veneziano (it), mini-série télévisée de Marco Leto : consul Piglioli-Spada
- 1977 : Lo scandalo della Banca Romana (it), mini-série télévisée de Luigi Perelli
- 1978 : Il furto della Gioconda (it), mini-série télévisée de Renato Castellani
- 1979 : La vedova e il piedipiatti (it), mini-série télévisée de Mario Landi
- 1979 : Bel Ami (it), mini-série télévisée de Sandro Bolchi

## Théâtre à la Rai
- Santa Caterina da Siena de Gherardo Gherardi, mise en scène de Giulio Pacuvio, diffusé le 23 septembre 1957 : conte Solderini[2]
- I discorsi di Lista contro Eratostene, mise en scène de Renzo Giovampietro, diffusé le 19 novembre 1964.
- La donna di fiori (it), minisérie télévisée d'Anton Giulio Majano, diffusée en 1965.
- I corvi, d'Henry Becque, mise en scène de Sandro Bolchi, diffusé le 7 janvier 1969.
- L'amica delle mogli (it) de Luigi Pirandello, mise en scène de Giorgio De Lullo, diffusé le 21 avril 1970.
- Roma d'Aldo Palazzeschi, mise en scène d'Enrico Colosimo, diffusé le 12 juillet 1974.